# هيلين غرانت (كاتبة)
هيلين غرانت (بالإنجليزية: Helen Grant)‏ هي كاتِبة بريطانية، ولدت في 1964.